# Druga crnogorska liga (2013/2014)
Sezon 2013/14 Druga crnogorska liga – 8. edycja rozgrywek czarnogórskiej Drugiej ligi w piłce nożnej. 
Rozgrywki toczyły się w jednej grupie i występowało w nich 12 drużyn. Po zakończeniu sezonu mistrz awansował bezpośrednio do Prva ligi, a wicemistrz i 3. drużyna zagrają w barażu o awans z 10. i 11. drużyną Prva ligi. Dwie ostatnie drużyny spadły do Trećej ligi.

## Druga crnogorska liga

### Drużyny
W Drugiej crnogorskiej lidze w sezonie 2013/14 występowało 12 drużyn.
| Drużyna                                                          | Miasto       | Sezon 2012/13                          | Uwagi                             |
| Drużyna, która spadła z Prva crnogorskiej ligi 2012/13:          |              |                                        |                                   |
| FK Jedinstvo Bijelo Polje                                        | Bijelo Polje | 12. miejsce                            |                                   |
| Drużyny, które występowały w Drugiej crnogorskiej lidze 2012/13: |              |                                        |                                   |
| FK Bokelj Kotor                                                  | Kotor        | 2. miejsce                             | przegrał baraże z FK Mornar Bar   |
| FK Zabjelo Podgorica                                             | Podgorica    | 3. miejsce                             | przegrał baraże z FK Mogren Budva |
| FK Bratstvo Cijevna                                              | Cijevna      | 4. miejsce                             |                                   |
| OFK Igalo                                                        | Igalo        | 5. miejsce                             |                                   |
| FK Jezero Plav                                                   | Plav         | 6. miejsce                             |                                   |
| FK Berane                                                        | Berane       | 7. miejsce                             |                                   |
| FK Ibar Rožaje                                                   | Rožaje       | 8. miejsce                             |                                   |
| FK Zora Spuž                                                     | Spuž         | 9. miejsce                             |                                   |
| FK Arsenal Tivat                                                 | Tivat        | 10. miejsce                            |                                   |
| Drużyny, które awansowały z Trećej crnogorskiej ligi 2012/13:    |              |                                        |                                   |
| FK Cetinje                                                       | Cetinje      | 1. miejsce Treća liga (Juzna regija)   |                                   |
| FK Kom Podgorica                                                 | Podgorica    | 1. miejsce Treća liga (Srednja regija) |                                   |

### Tabela
| Poz. | Klub                      | M  | Pkt. | Mecze | Mecze | Mecze | Bramki | Bramki |
| Poz. | Klub                      | M  | Pkt. | zwy.  | rem.  | por.  | zdob.  | stra.  |
| ---- | ------------------------- | -- | ---- | ----- | ----- | ----- | ------ | ------ |
| 1    | FK Bokelj Kotor           | 33 | 66   | 19    | 9     | 5     | 43     | 12     |
| 2    | FK Berane                 | 33 | 57   | 17    | 6     | 10    | 56     | 37     |
| 3    | FK Jezero Plav            | 33 | 56   | 15    | 11    | 7     | 39     | 27     |
| 4    | FK Zora Spuž *            | 33 | 51   | 14    | 9     | 10    | 34     | 35     |
| 5    | FK Arsenal Tivat          | 33 | 46   | 13    | 7     | 13    | 37     | 44     |
| 6    | FK Kom Podgorica          | 33 | 44   | 13    | 5     | 15    | 38     | 38     |
| 7    | FK Cetinje                | 33 | 42   | 12    | 6     | 15    | 42     | 53     |
| 8    | FK Jedinstvo Bijelo Polje | 33 | 40   | 11    | 7     | 15    | 36     | 43     |
| 9    | OFK Igalo                 | 33 | 39   | 10    | 9     | 14    | 35     | 31     |
| 10   | FK Ibar Rožaje            | 33 | 39   | 11    | 6     | 16    | 27     | 42     |
| 11   | FK Bratstvo Cijevna *     | 33 | 37   | 8     | 13    | 12    | 37     | 42     |
| 12   | FK Zabjelo Podgorica **   | 33 | 29   | 7     | 8     | 18    | 33     | 53     |

| Legenda:                                 |
| awans do Prva crnogorskiej ligi          |
| baraże o awans do Prva crnogorskiej ligi |
| drużyna została rozwiązana               |

- FK Bokelj Kotor awansował do Prva ligi 2014/15.
- FK Berane wygrał swoje mecze barażowe i awansował do Prva ligi 2014/15.
- FK Jezero Plav przegrał swoje mecze barażowe i pozostał w Drugiej crnogorskiej lidze 2014/15.

 * Po sezonie FK Zora Spuž wycofał się z rozgrywek Drugiej ligi w sezonie 2014/15 (drużyna została rozwiązana), w jego miejsce w Drugiej lidze pozostał FK Bratstvo Cijevna, jako najwyżej sklasyfikowany spadkowicz.
 ** Przed startem sezonu 2014/15 FK Čelik Nikšić wycofał się z rozgrywek Prva ligi w sezonie 2014/15 (drużyna została rozwiązana), w jego miejsce w Prva lidze pozostał FK Mornar Bar, jako najwyżej sklasyfikowany spadkowicz, a wolne miejsce w Drugiej lidze zajął FK Zabjelo Podgorica.

## Baraż o awans do Prva ligi

### FK Mogren Budva-FK Jezero Plav
|         | Data           | Drużyna 1.      | Drużyna 2.      | Wynik |
| 1. mecz | 4 czerwca 2014 | FK Jezero Plav  | FK Mogren Budva | 1:2   |
| Rewanż  | 8 czerwca 2014 | FK Mogren Budva | FK Jezero Plav  | 4:0   |

- FK Mogren Budva wygrał mecze barażowe i pozostał w Prva lidze.
- FK Jezero Plav przegrał mecze barażowe i pozostał w Drugiej crnogorskiej lidze.

### FK Mornar Bar-FK Berane
|         | Data           | Drużyna 1.    | Drużyna 2.    | Wynik |
| 1. mecz | 4 czerwca 2014 | FK Mornar Bar | FK Berane     | 1:0   |
| Rewanż  | 8 czerwca 2014 | FK Berane     | FK Mornar Bar | 2:0   |

- FK Mornar Bar przegrał mecze barażowe i spadł do Drugiej crnogorskiej ligi.
- FK Berane wygrał mecze barażowe i awansował do Prva ligi.